# Some Other Stuff
Some Other Stuff – drugi album studyjny amerykańskiego puzonisty jazzowego Grachana Moncura III, wydany z numerem katalogowym BLP 4177 i BST 84177 w 1965 roku przez Blue Note Records.

## Powstanie
Materiał na płytę został zarejestrowany 6 lipca 1964 roku przez Rudy’ego Van Geldera w należącym do niego studiu (Van Gelder Studio) w Englewood Cliffs w stanie New Jersey. Produkcją albumu zajął się Alfred Lion.

## Lista utworów
Opracowano na podstawie materiału źródłowego.
Wydanie LP
Strona A
| Nr | Tytuł utworu | Muzyka             | Długość |
| -- | ------------ | ------------------ | ------- |
| 1. | „Gnostic”    | Grachan Moncur III | 11:46   |
| 2. | „Thandiwa”   | Moncur III         | 8:21    |
|    |              |                    | 20:07   |

Strona B
| Nr | Tytuł utworu | Muzyka     | Długość |
| -- | ------------ | ---------- | ------- |
| 1. | „The Twins”  | Moncur III | 12:56   |
| 2. | „Nomadic”    | Moncur III | 7:44    |
|    |              |            | 20:40   |

## Twórcy
Opracowano na podstawie materiału źródłowego.
Muzycy:
- Grachan Moncur III – puzon
- Wayne Shorter – saksofon tenorowy
- Herbie Hancock – fortepian
- Cecil McBee – kontrabas
- Anthony Williams – perkusja

Produkcja:
- Alfred Lion – produkcja muzyczna
- Rudy Van Gelder – inżynieria dźwięku
- Reid Miles – projekt okładki
- Francis Wolff – fotografia na okładce
- Don Heckman – liner notes
- Michael Cuscuna – produkcja muzyczna (reedycja z 2009)
- Bob Blumenthal – liner notes (2009)